# Sziléziai nyelv
A sziléziai vagy sziléz nyelv (sziléziaiul ślůnsko godka, lengyelül: język śląski) nyugati szláv nyelv, amelyet Sziléziában (a mai Lengyelország, Csehország és Németország területén) beszélnek. A 2002-es népszámlálás szerint 509 000 ember tekinti anyanyelvének a szilézt, ez természetesen nem jelenti azt, hogy ennyi is a beszélők száma. Más szilézek csupán nyelvjárásnak tekintik, ezért ők a lengyelt jelölték meg anyanyelvüknek. A szilézek teljes létszámát a becslések 960 ezer főre teszik. Szilézia teljes lakossága 8 millió körül mozog, ebből 3 millió él Felső-Sziléziában, ahol a sziléz nyelvet is beszélik. A lengyel lakosság többsége a második világháború után lett betelepítve a régióba a mai Ukrajna és Fehéroroszország területéről. Utódaik keleti lengyel nyelvjárásokat vagy az irodalmi lengyelt használják.
Vitatott, hogy önálló nyelvnek tekinthető-e. A nyelvészek egy része szerint csak a lengyel nyelv egyik nyelvjárása. Németországban nem ismerik el nyelvként, ezért ott lengyel dialektusként van besorolva.
2012-ben felmerült, hogy regionális nyelvvé nyilvánítanák a szilézt.

## A sziléziai nyelv jogi és lingvisztikai helyzete
A sziléziai nyelv olyan mértékben megőrizte külön szókincsét és mondattani szabályait, hogy többen – köztük nyelvészek – különálló nyelvként tekintenek rá. A 2002. évi népszámláláson a sziléziai dialektust is meg lehetett jelölni mint a naponként használt nyelvet (56,6 ezer ember vallotta, hogy használja ezt a nyelvet otthon), ennek következtében 23 sziléziai Szejm-képviselő bejelentett egy törvénytervezetet, amely elismerné a sziléziai dialektust a regionális nyelvként (máig nem bocsátott szavazásra). A Nemzetközi Szabványügyi Szervezet kijelölte  számára az ISO 639-3 szl kódot, de alsó-sziléziai tájszólásokat nem ismerte el a sziléziai nyelvként, hanem a lengyel nyelv a nyelvjárásaként. A dialektus sok német (főképp a sziléziai dialektusából származó) és cseh jövevényszót használ, illetve sok az ólengyel szó is.
A "sziléziai dialektus" elnevezést a hivatalos sziléziai kulturális és önkormányzati intézmény – Kulturális Örökség Sziléziai Központja (Śląskie Centrum Dziedzictwa Kulturowego) – használja.
A sziléziai etnolektust némely szlavista külön nyelvnek ismerte el – köztük a német Gerd Hentschel és Reinhold Olesch is. Emellett a brit történész, Norman Davies is úgy véli, az etnolektust már megfelel a külön nyelvi besorolásnak.
A 2007. szeptemberében elsőként szervezték meg a Sziléziai Nyelv Országos Lengyel Tollbamondását (Ogólnopolskie Dyktando Języka Śląskiego), melyen bárki részt vehetett, lakóhelyétől függetlenül.
A sziléziai etnolektus szavai esetenként annyira eltérnek lengyel megfelelőjétől (főként német eredetű szavak miatt), hogy sokszor egy "tősgyökeres" lengyel számára a megértés nehézségeket okoz. Ehhez hasonlóan pl. a Podhale tájszólás és a lengyel irodalmi nyelv között szintén jelentős az eltérés – de ezt sem ismerik el külön nyelvnek, csupán a lengyel nyelv egy tájszólásaként tekintenek rá. Hasonló helyzetben a kasub etnolektus van – de ezt elismerték nyelvnek (2005). Így, ez, hogy az adott etnolektus érthető-e az irodalmi nyelv átlagos felhasználójának és mennyi jövevényszó van ebben, nem elég arra, hogy meghatározzuk, hogy ez nyelv, dialektus vagy csak tájszólás. A szlovák nyelv teljesen érthető a cseheknek, a dán nyelv – a norvégoknak, de a nyelvtani és fonetikus különbségek ezekben a párokban annyira nagyok, hogy senki nem kételkedik, hogy külön nyelvekről van szó. Sőt, gyakorlatilag nem térnek el egymástól a külön nyelveknek elismert román és moldáv nyelv, míg a horvát, a bosnyák és a szerb nyelv csak nyelvjárási szinten különbözik. Másrészt, az alnémet nyelv közelebb a hollandhoz mint a standard német nyelvhez, illetve a svájci dialektusok (schwyzertüütsch) majdnem érthetetlenek a németeknek – mégis azokat szintén ezeknek a felhasználóik dialektusnak nevezik. A kínai nyelv dialektusai annyira eltérnek egymástól, hogy külön nyelveknek kellene tekintenünk, amit nem tesz lehetővé az ország politikája.
Némely nemzet – pl. német, olasz – elfogadja és még támogatja is a regionális sokszínűséget: a dialektusok használatát nem ismerik el a képzés hiánya jelenségének, nem gúnyolják ki emiatt a felhasználóit, amelyek nem érzik a szükséget saját etnolektusa rangjának felemelésére. Viszont olyan nyelveket, mint a lengyel vagy francia, magas szabványosítás jellemzi – a dialektusok használata kevésbé van elfogadva a közéletben és alacsony képzés jelének tekintik. Lengyelországban a dialektus használatát mindig "falusi beszélésnek", a maga dialektusokat pedig – a "viccmesélésre való nyelvnek" tartották. A szélsőséges eset – a kínai nyelv, amelynek az egységességét a szervek mesterségesen tartják, hogy elhíreszteljék a világon az egységes, erős és nagy nemzet képét.

## Betűkészlet
A sziléziai nyelv beírásához néhány ábécét használnak, amelyek egy kicsit eltérnek a lengyelétől.

### A sziléziai ábécé
a b c ć č d e f g h i j k l m n ń o p r ř s ś š t u ů w y z ź ž
Betűpárok:
ch dz dź dž iu uo uů ůu
Különbségek a lengyel ábécét illetően:
- a cz [tʂ], sz [ʂ], rz [ʐ], ż [ʐ] lengyel hangzókat „csehül” írják be: č, š, ř, ž, (az używać szót /használ/ beírják mint užywać, czeski /cseh/ mint česki),
- létezik a cseh ů (csehül u s kroužkem), amelyet pedig a magyar o-nak ejtik a sziléziai nyelvben,
- nincsenek ą, ę betűk, amelyek jelentik a nazális o, e hangzókat – ezek is léteznek a sziléziai nyelvben, de kiejtés közben szétszedik ezeket az o vagy e-re és megfelelő nazális mássalhangzóra (m, n, ɲ, ŋ – lásd lejjebb),
- nincs ł betű – a sziléziai ábécében u-nak beírják (pl. a głoska szót /hangzó/ beírják mint guoska).

Sőt, a [t͡ɕ], [ɲ], [ɕ], [ʑ] lágy hangzókat mindig ć, ń, ś, ź-nek írjuk be, nem számít, hogy mássalhangzó vagy magánhangzó előtt állnak-e. A standard lengyel nyelvben csak akkor írják le ezeket a hangzókat, ha mássalhangzó előtt állnak; ha magánhangzó előtt, akkor ci, ni, si, zi. Pl. hét (= 7 nap) a lengyel írásban: tydziyń, míg a sziléziai írásban: tydźyń lesz. A latin nyelv lengyelül: łacina, sziléziai nyelvben – uaćina. A többi mássalhangzó lágyságát j jelöli meg (pl. len. między, pierwszy ⇒ szil. mjyndzy, pjyršy /között, első/).

### A Steuer ábécéje
a, b, c, ć, d, e, f, g, h, i, j, k, l, ł, m, n, ń, o, p, r, s, ś, t, u, ů, w, y, z, ź, ż
Betűpárok:
au, ch, cz, dz, dź, dż, ou, rz, sz, uo
Különbségek a lengyel ábécét illetően: nincsenek ą, ę betűk, létezik a cseh ů. Különbségek a sziléziai ábécét illetően: nincsenek cseh č, š, ř, ž, van ł. A [t͡ɕ], [ɲ], [ɕ], [ʑ] lágy hangzókat mindig ć, ń, ś, ź-nek írjuk be, a többi mássalhangzó lágyságát j jelöli meg.
A Steuer ábécé a sziléziai Wikipédia hivatalos ábécéje.

## Kiejtés – összehasonlítás az irodalmi lengyel nyelvvel
Általában, a sziléziai kiejtés ilyen mint a lengyel. A legfőbb különbségek következők (a példákban az implikáció jele előtti szó lengyel, az utáni – sziléziai):
- A régi (a magyar a-nak ejtendő) [ɒ] hangzótól származó a ejtendő mint o vagy ou (diftongus: pl. trawa ⇒ trowa / [trouwa] /fű/).
- Az o és ó hangzókat diftongusokként ejtjük: uo, uu (koza ⇒ [kuoza] /kecske/, sól ⇒ [suul] /só/, ojciec ⇒ [uojciec] /apa/).
- A lágy mássalhangzó után álló e y-nek ejtendő – pl. miejsce ⇒ [miyjsce] /hely/, śnieg ⇒ [śniyg] /hó/, de a brzeg ⇒ [brzyg] /part/, változás is jelen van, mert rz régi lágy r-től származik;
- Az ą (nazális o) két módon ejtendő:

1. Ha a magánhangzó előtt áll, kiejtjük mint a magyar o-t + megfelelő nazális mássalhangzó: n, ń (lágy n), m, ŋ (azaz mint a hang szóban). A sziléziai és Steuer ábécékben ilyen a kombinációt beírják mint ů és a nazális mássalhangzó: Śląsk, rąbać, siąść, rąk ⇒ Ślůnsk, růmbać, siůńść, růnk [ruŋk] /Szilézia, hasogat, leül, kezek Gen./.
2. Ha a szó végén áll, ům-ként kell ejteni (są ⇒ sům /vannak/).

- Az ę (nazális e) szintén két módon ejtendő:

1. Ha a magánhangzó előtt áll, kiejtjük mint az y-t + megfelelő nazális mássalhangzó: n, ń, m, ŋ: gęba, gęsty, ręka, pięć ⇒ gymba, gynsty, rynka [ryŋka], piyńć /pofa, sűrű, kéz, öt/.

1. Ha a szó végén áll, ejtendő mint a (Cieszyni Sziléziában – mint ym): idę, widzę kozę ⇒ ida, widza kuoza /megyek, látok kecskét/).

- A nazális mássalhangzók előtt álló o magyar o-ként ejtődik és ů-betűvel jelölik – pl. wron a ⇒ wrůna /varjú/. Ez szintén illeti az o-t, ami a félzárt a-tól ered (pan ⇒ pon ⇒ půn /úr/).
- A nazális mássalhangzók előtt álló e ejtendő mint y (pl. ziemia ⇒ ziymia /föld/).
- A rzy csoport ejtendő mint rzi (krzywy ⇒ krziwy /görbe/).
- Ha az ł hangzó ([w] – a standard lengyelben ejtendő mint az angol world szóban) az utolsó helyen áll a mássalhangzók csoportjában, mellőzve van (długi, głowa ⇒ dugi, gowa /hosszú, fej/).

## Nyelvtan – összehasonlítás az irodalmi lengyel nyelvvel
Általában, a sziléziai nyelv nyelvtana nagyon hasonlít a lengyeléhez, mégis vannak a különbségek. A lenti példákban az implikáció jele előtti szó lengyel, az utáni – sziléziai.

### Ige
A legfontosabb különbség a sziléziai nyelvben – az igeragozás. Itt múlt időben (a létige esetében szintén jelen időben) létezik a że szócska, amelyet ragozunk. A múlt idejű ige pedig nem ragozódik – mint az orosz nyelvben, csak a 3. személy egyes vagy többes számú alakokban létezik.
| alak          | alak                   | czytać (olvas, I csoport) | czytać (olvas, I csoport) | umieć (tud, II csoport)) | umieć (tud, II csoport)) | pisać (ír, többi csoport) | pisać (ír, többi csoport) | być (van)  | być (van)        |
| alak          | alak                   | jelen idő                 | múlt idő                  | jelen idő                | múlt idő                 | jelen idő                 | múlt idő                  | jelen idő  | múlt idő         |
| ESz. 1. szem. | hímnem                 | czytom                    | żech czytoł czytołech     | umia                     | żech umioł umiołech      | pisza                     | żech pisoł pisołech       | jest żech  | żech bůł byłech  |
| ESz. 1. szem. | nőnem                  | czytom                    | żech czytoła czytołach    | umia                     | żech umioła umiołach     | pisza                     | żech pisoła pisołach      | jest żech  | żech bůła byłach |
| ESz. 2. szem. | hímnem                 | czytosz                   | żeś czytoł                | umiesz                   | żeś umioł                | piszesz                   | żeś pisoł                 | jest żeś   | żeś bůł          |
| ESz. 2. szem. | nőnem                  | czytosz                   | żeś czytoła               | umiesz                   | żeś umioła               | piszesz                   | żeś pisoła                | jest żeś   | żeś bůła         |
| ESz. 3. szem. | hímnem                 | czyto                     | czytoł                    | umie                     | umioł                    | pisze                     | pisoł                     | jest       | bůł              |
| ESz. 3. szem. | nőnem                  | czyto                     | czytoła                   | umie                     | umioła                   | pisze                     | pisoła                    | jest       | bůła             |
| ESz. 3. szem. | semleges nem           | czyto                     | czytoło                   | umie                     | umioło                   | pisze                     | pisoło                    | jest       | bůło             |
| TSz. 1. szem. | személyes hímnemű alak | czytomy                   | żeśmy czytoli             | umiemy                   | żeśmy umieli             | piszymy                   | żeśmy pisoli              | (my) sům   | (my) byli        |
| TSz. 1. szem. | általános alak         | czytomy                   | żeśmy czytoły             | umiemy                   | żeśmy umioły             | piszymy                   | żeśmy pisoły              | (my) sům   | (my) bůły        |
| TSz. 2. szem. | személyes hímnemű alak | czytocie                  | żeście czytoli            | umiecie                  | żeście umieli            | piszecie                  | żeście pisoli             | żeście sům | żeście byli      |
| TSz. 2. szem. | általános alak         | czytocie                  | żeście czytoły            | umiecie                  | żeście umioły            | piszecie                  | żeście pisoły             | żeście sům | żeście bůły      |
| TSz. 3. szem. | személyes hímnemű alak | czytojům                  | czytoli                   | umiejům                  | umieli                   | piszům                    | pisoli                    | sům        | byli             |
| TSz. 3. szem. | általános alak         | czytojům                  | czytoły                   | umiejům                  | umioły                   | piszům                    | pisoły                    | sům        | bůły             |

A jövő időben, a być ige következőképpen ragozódik (szintén szolgál az összetett jövő idejű alakok alakításához):
byda – bydziesz – bydzie – bydymy – bydziecie – bydom
A jelen idő 1. személy többes számú alaknak ugyanolyan töve van, mint 1. személy egyes számúaknak. A fent említett igékben ez nem nagyon szembetűnő, de nyilvánvaló, ha összehasonlítjuk olyan sziléziai igéket, amelyeknek a lengyel megfelelőiben tőváltakozások alakulnak. Pl.:
|                  | brać (vesz, fog) | brać (vesz, fog) | tłuc (tör)     | tłuc (tör) |
| ---------------- | ---------------- | ---------------- | -------------- | ---------- |
| ESz., 1. szem    | TSz., 1. szem.   | ESz., 1. szem.   | TSz., 1. szem. |            |
| standard lengyel | biorę            | bierzesz         | tłukę          | tłuczesz   |
| sziléziai        | biera            | bierymy          | tłuka          | tłukymy    |

Az udvariássági alakoknak a 2. személy többes számúak szolgálnak (az irodalom lengyel nyelvben – 3. személy egyes vagy többes számúak, helyzettől függően).

### Főnév és melléknév
A példákban az implikáció jele előtti szó lengyel, az utáni – sziléziai.
Az idegen eredetű nőnemű főnevekben az alanyeset egyes számú alakokban az -ia/-ja toldálékokot ejtjük mint -ijo/-yjo (mint az ólengyel és más szláv nyelvek többségében) – pl. wigilia, demonstracja, komedia ⇒ wilijo, demonstracyjo, kůmedyjo /karácsonyest, tüntetés, komédia/.
A standard lengyel nyelvben a személyt jelentő hímnemű főnevnek más többes számú ragja van mint ennek a főnevnek, ami nem jelent személyt (pl. ESz. pilot, TSz. piloci = pilóta, ESz. pilot, TSz. piloty = távirányító). A sziléziai nyelvben ezek a különbségek eltűnnek – pl. chłopi ⇒ chopy /parásztok, férfiak/ (amint typy /tipusok/), doktorzy ⇒ dochtory /doktorok = orvosok/ (amint generatory /generátorok/), synowie ⇒ syny /vkinek a fiák/ (amint ferajny /csoportok/).
A lengyel nyelvben a nőnemű főnévnek tipikus ragja – a. A sziléziai nyelvben ez ejtendő mint o, pl. gryfno /szép/ (nem *gryfna), ekniynto /görbe/ (nem *ekniynta).

## Német eredetű szavak
A német nyelv hatása a sziléziai nyelvre 19. században volt legerősebb, az erős iparosítás kapcsolatában. Akkor is a szilézek elkezdték használni a német szavakat, hogy meghatározzanak korábban nem ismert, az iparral vagy általában a városi élettel összekapcsolt tárgyakat. A német eredetű szókincsnek ez a része máig használt, tekintet nélkül arra, hogy a beszelők sziléziai lengyelnek vagy a "tiszta" sziléznek tartják-e magukat. A német származású szavak nagy része illeti a mindennapos élettel összekapcsolt kifejezéseket.
| sziléziai   | lengyel   | német         | magyar         |
| ----------- | --------- | ------------- | -------------- |
| kyjza       | żółty ser | Käse          | (sárga) sajt*) |
| mantel      | płaszcz   | Mantel        | kabát          |
| ancug       | garnitur  | Anzug         | öltöny         |
| bryle       | okulary   | Brille        | szemüveg       |
| sztrachecle | zapałki   | Streichhölzer | gyufa          |
| fedrować    | wydobywać | fördern       | kibányász      |
| bana        | pociąg    | Bahn          | vonat          |
| ja          | tak       | ja            | igen           |

*) turó (len. twaróg vagy biały ser = fehér sajt) sziléziáiul szól syr
Némely jövevény szó nem a standard német nyelvből jött, hanem a már nem létező alsó-sziléziai dialektusból – pl. a sziléziai żymła /zsemle/ származik a regionális die Semmel-től, nem az irodalmi das Brötchen-től.
A lexikai különbségeken kívül, sok német eredetű kifejezés is van. A következő példákban látható, hogy a sziléziai kifejezés szó szerinti fordítása majdnem azonos a német megfelelőjének fordításával:
| sziléziai                      | lengyel              | német                  | szó szerinti fordítás  | helyes fordítás    |
| ------------------------------ | -------------------- | ---------------------- | ---------------------- | ------------------ |
| brat od Richarda               | brat Ryszarda        | der Bruder von Richard | testvér Richárdtól     | Richárd testvére   |
| żodyn nie prziszoł             | nikt nie przyszedł   | keiner ist gekommen    | semelyik nem jött meg  | senki nem jött meg |
| tyś je ale gupi                | ależ ty jesteś głupi | du bist aber dumm      | te vagy de buta        | de buta vagy       |
| na wiela roków jest żeś stary? | ile masz lat?        | wie alt bist du?       | mennyi évre öreg vagy? | hány éves vagy?    |

## Lengyel-sziléziai hamis barátok
A sziléziai nyelvben sok az olyan szó, amely irodalmi lengyel szavakra emlékeztetnek, de a jelentésük teljesen más.
| sziléziai szó | hasonló lengyel szó                      | igazi jelentés                                           |
| ------------- | ---------------------------------------- | -------------------------------------------------------- |
| bez           | bez (nélkül)                             | przez (keresztül)                                        |
| srogi         | srogi, surowy (szigorú)                  | wielki, ogromny (óriási)                                 |
| spodnioki     | spodnie (nadrág)                         | kalesony (alsónadrág)                                    |
| rzadny        | żaden (semelyik)                         | ohydny, brzydki (csúnya)                                 |
| synek         | syn (vkinek a fia)                       | chłopiec (fiú)                                           |
| koło          | koło (kerék)                             | rower (kerékpár)                                         |
| gruba         | gruba (kövér, nőnem)                     | kopalnia (bánya)                                         |
| rzykać        | rzygać (okádik)                          | modlić się (imádkozik)                                   |
| kuc(k)ać      | kucać (guggol)                           | kaszleć (köhög)                                          |
| kara          | kara (büntetés)                          | taczka (talicska)                                        |
| kelnia        | kielnia (vakolókanál)                    | chochla (nagy levéskanál)                                |
| gorol         | góral (hegyilakó)                        | osoba spoza Śląska (a Szilézián kívülről származó ember) |
| cera          | cera (arcbőr)                            | córka (vkinek a lánya)                                   |
| przez         | przez (keresztül)                        | ponad, więcej niż (több mint)                            |
| zouza         | zołza, zła kobieta (vén banya, rossz nő) | sos (mártás)                                             |
| rewjyr        | rewir, rejon (rendőrségi körzet)         | zwolnienie lekarskie (orosi felmentés)                   |

## Sziléziai tájszólások
A sziléziai nyelv nem egységes, azért a fent említett vonásokból nem mindegyik található minden Szilézia vidékein.
Gyakran a mazurzenie található. Ez ebben áll, hogy a standard lengyel nyelvben létező sz, cz, dż, ż mássalhangzókat kiejtik mint s, c, dz, z (czysty, może ⇒ cysty, moze /tiszta, talán/). A lágy r-től származó rz mássalhangzó nem szenvedi a mazurzenie-t, azért így kiejtendő, mint az irodalmi lengyel nyelvben – amint ż (pl. a morze szót kiejtjük mint [może]). A vonás neve származik az egyik lengyel vidék nevétől – Mazóvia – ahol ez a vonás leggyakoribb (lásd: Lengyel nyelv dialektusai). Sziléziában a mazurzenie található az északi és keleti részen.
A legeltérőbb része – Cieszyni Szilézia (Śląsk Cieszyński), Cieszyn, Skoczów és Wisła városokkal, a cseh határnál. 700 év alatt volt Habsburgok uralkodása alatt, így az államhatár elválasztotta ezt a Szilézia többi részétől. Azért ott a német nyelv hatása kisebb volt mint a cseh nyelvé. Sok szlovák és vlach eredetű szó. Ebben az utolsó esetben – különösen a nevek: "Magura" /egyedül, magas hegy/, "Kiczora" /erdővel benőtt hegy/, szintén népszerűek a déli Kis-Lengyelországban, de több Szilézia részeiben nem találhatóak.
A cieszyni tájszólásokban nincs mazurzenie, viszont az 1. személy egyes számú igealakokban a tipikus sziléziai -a rag helyett -ym van (piszym, umiym, bierym /írok, tudok, veszek/).
Cieszyni Sziléziában szintén jabłonkowanie található – ez ebben áll, hogy az sz, cz, ż, dż és ś, ć, ź, dź hangzókat ugyanolyan ejtik ki; pl. a szavakban szczekać, szare siano, czarne cielę /ugat, szürke széna, fekete borjú/ a mindkettő sz/ś hangzó ejtendő mint az ang. sheet szóban, pedig a cz/ć – mint a magyar csak szóban. A vonás neve a Jablunkov cseh város névétől származik (len. Jabłonków – legkeletibb cseh város, a Frýdek-Místeki járásban). Sziléziában a jabłonkowanie található a cséh, lengyel és szlovák hármashatár környékén meg a lengyel kisebbség között ún. Zaolziében (Szilézia cseh része – Ostrava, Frýdek-Místek, Jablunkov).

## Szövegminta
1. cikk Az Emberi Jogok Egyetemes Nyilatkozataból:
- Sziléziai: Wszyjske ludźe rodzům śe swobodne a růwne we swojim werće a prawach. Sům uůne uobdarzůne filipym a sůmńyńym a majům powinność wzglyndym inkszych jak brat s bratym postympować.
- Lengyel: Wszyscy ludzie rodzą się wolni i równi pod względem swej godności i praw. Są oni obdarzeni rozumem i sumieniem i powinni postępować wobec innych w duchu braterstwa.
- Magyar: Minden emberi lény szabadon születik és egyenlő méltósága és joga van. Az emberek, ésszel és lelkiismerettel bírván, egymással szemben testvéri szellemben kell hogy viseltessenek.